# 國家帕拉林匹克委員會
國家帕拉林匹克委員會 （英語：或简称）是代表國家或地區開展帕拉林匹克運動的組織，负责组织其所代表之国家或地区之选手参加残疾人奥林匹克运动会，并受到國際帕拉林匹克委員會规管。
在2012年，共有174個NPC會員。
只有具有良好信譽的人才才能進入殘奧會。在國家內部，一些全國代表擔任一個或多個體育運動的國家理事機構，另外一些人僅擔任殘疾人運動會的IPC成員。

## 各洲NPC會員
有五個區域委員會:
| 洲     | 洲                     | 協會                 | NPC數量 |
| ------ | ---------------------- | -------------------- | ------- |
|        | 非洲                   | 非洲帕拉林匹克委員會 | 48      |
| 美洲   | 美洲帕拉林匹克委員會   | 33                   |         |
| 亞洲   | 亞洲帕拉林匹克委員會   | 45                   |         |
| 歐洲   | 歐洲帕拉林匹克委員會   | 49                   |         |
| 大洋洲 | 大洋洲帕拉林匹克委員會 | 9                    |         |

## 另見
- 國家奧林匹克委員會

## 外部連結
- International Paralympic Committee（页面存档备份，存于）